# 安东尼奥·马特乌·拉奥斯
安東尼奧·馬特烏·拉奧斯（西班牙語：Antonio Mateu Lahoz，1977年3月12日—） 是一名西班牙足球裁判，自2008年以來一直擔任西班牙足球甲級聯賽比賽的裁判。他也有在2014年國際足聯世界盃預選賽、2018年國際足聯世界盃預選賽、2018年國際足聯世界盃和2022年國際足聯世界盃執法的經驗。 他以健談和「古怪」的裁判方式而聞名。

## 經歷
拉奧斯出生在西班牙東海岸瓦倫西亞省。家中有兩個兄弟和三個姐妹。他的哥哥、母親和已故父親影響了他擔任裁判的決定。拉奧斯在成為足球裁判之前是一名體育老師，他的姐姐也是一名教師。他認為他從裁判退休後，可以繼續從事該職。

## 職業生涯
2008年，拉奧斯開始在西甲擔任裁判。從那時起，他經常擔任裁判，他是西班牙著名的裁判之一。
自2011年以來，他一直擔任國際裁判，同年10月，《馬卡報》2010-11賽季西班牙足球頒獎典禮在馬德里進行，拉奧斯獲得了最佳裁判獎。2012年的西班牙超級杯第二回合，皇馬2-1力克巴薩的比賽，拉奧斯是當值主裁判。他是皇家馬德里和巴塞羅那之間的2014年國王杯決賽以及俄羅斯世界盃的裁判。
2015年3月，拉奧斯執法西甲第28輪，皇家馬德里和巴塞羅那的焦點之戰，這是其第三次吹罰西班牙國家德比，第一次吹罰聯賽的國家德比，此前兩次是13-14賽季國王杯決賽和2012年西班牙超級杯次回合。
2016年4月，西甲第35輪，馬競主場1-0擊敗馬拉加，上半場比賽進入傷停補時，馬拉加在左路展開快速反擊，一個皮球從馬競替補席的位置被扔進球場，干擾了馬拉加的快攻。按照比賽規定，球場內不得出現兩個比賽用球，為此主裁判吹停了比賽。根據《阿斯報》的報道，主裁判向西蒙尼詢問是誰扔進了皮球，但西蒙尼拒絕回答。從回放鏡頭來看，「肇事者」是一位場邊的球童，按照規則，在這種情況下，作為替補席區域負責人，馬競主帥西蒙尼需要被出示紅牌。最終主裁判拉奧斯在跟第四裁判溝通後，決定將西蒙尼罰出球場。
2016年執法奧運會男足比賽。2018年2月執法曼城與利物浦的歐冠8強決賽首回合比賽。11月執法世界杯歐洲區預選賽附加賽第二回合，意大利主場0-0戰平瑞典的比賽。他在2022年國際足聯世界盃上擔任裁判。他是被指派擔任2020年歐洲盃錦標賽裁判的20名裁判之一。
2021年5月29日，馬特烏·拉奧斯在曼城和切爾西之間評審了2021年歐洲冠軍聯賽決賽。2022年12月9日，馬特烏·拉奧斯是卡達世界盃荷蘭和阿根廷四分之一決賽的裁判。他發出了18張黃牌，這是在一場世界盃比賽中發出的大多數卡片的記錄。 這場備受矚目的比賽是有爭議的，國際足聯因不明原因停止了拉奧斯的職權。

## 執法風格
拉奧斯的執法風格就是保持比賽的連續性，不輕易判罰犯規，前皇馬主帥穆里尼奧表示他比較喜歡拉奧斯的執法風格，「這名裁判十分出色，他的風格我很喜歡，因為他總讓比賽進行下去。每周日我都希望他執法」。

## 外部連結
安東尼奧·馬圖·拉霍茲在Soccerway.com（英语）
- 安東尼奧·馬圖·拉霍茲在WorldFootball.net (referee)（英语）
- 安東尼奧·馬圖·拉霍茲在Soccerbase.com (referee)（英语）
- 安東尼奧·馬圖·拉霍茲在EU-Football.info (referee)（英语）
- 安東尼奧·馬圖·拉霍茲在Transfermarkt (referee)（英语）
- 安東尼奧·馬圖·拉霍茲在WorldReferee.com（英语）
- 安東尼奧·馬圖·拉霍茲在Olympedia（英语）